# المواد الإباحية في الشرق الأوسط
لقد تم توثيق المواد الإباحية في الشرق الأوسط إلى حد ما وبحثها من قبل العلماء.
على الرغم من أن بث المواد الإباحية والوصول إليها عبر الإنترنت مقيد أو محظور في العديد من البلدان في المنطقة، إلا أن الوصول إلى المواد الإباحية متاح على نطاق واسع عبر أطباق الأقمار الصناعية.
في إيران والعراق والمملكة العربية السعودية وجميع بلدان الشرق الأوسط الأخرى تقريبًا، تعتبر المواد الإباحية غير قانونية. ومع ذلك، نظرًا لانتشار الوصول إلى الإنترنت (خاصة تنزيل البرامج) ووجود سوق سوداء واسعة النطاق للأفلام الغربية، فقد أقر البرلمان قانونًا في إيران في منتصف عام 2007 ولكنه لا يزال يتطلب موافقة البرلمان. ويواجه منتجو الأفلام الإباحية، بموجب مجلس صيانة الدستور، عقوبة الإعدام إذا ثبتت إدانتهم.
المواد الإباحية متاحة بسهولة للمستخدمين في عدد قليل من دول الشرق الأوسط، مثل تركيا وأذربيجان وإسرائيل؛ وإنتاج المواد الإباحية قانوني أيضًا في تركيا وأذربيجان وإسرائيل؛ باستثناء إيران حيث من غير القانوني إنتاجها واستهلاكها وبيعها أو توزيعها حتى لو كانت متاحة بسهولة عبر الإنترنت.
وفي أيلول/سبتمبر 2011، ألقت قوى الأمن العام اللبناني القبض على عصابة سورية لبنانية متورطة في الترويج لأفلام إباحية، بحسب الوكالة الوطنية للإعلام اللبنانية. قامت المجموعة ببيع الأفلام على أقراص DVD لقاصرين في مناطق مختلفة في لبنان.